# Contea di Baixiang
La contea di Baixiang (柏乡县S, Bǎixiāng XiànP) è una contea della Cina, situata nella provincia di Hebei e amministrata dalla prefettura di Xingtai.